# Gidangelo
Gidangelo is een bestuurslaag in het regentschap Jepara van de provincie Midden-Java, Indonesië. Gidangelo telt 2004 inwoners (volkstelling 2010).